# 손정성
손정성(1979년 4월 19일 ~ )는 한국의 남자 성우다. 2003년 KBS에 입사했으며 현재는 KBS 30기다. 한국방송 성우극회 소속

## 주요 출연작품

### 애니메이션
- 원피스 (KBS) - 부주방 / 돈키호테 도플라밍고 / 198화 부상병 / 199화 부주방장
- 유희왕 GX (챔프) - 조필 / 파라오 / 사이오 / 네오스 / 코브라
- 극상학생회 (챔프) - 친구2 / 남학생1
- 갓슈벨 (챔프) - 영국 신사
- 스즈미야 하루히의 우울 (애니맥스) - 타니구치

### 영화
- 10일안에 남자친구에게 차이는 법 (KBS) - 조이(존 디레스타) / 앤디의 회사 남자 직원 / 라디오 방송 / 미셸의 남자친구
- 스타 워즈 에피소드 6: 제다이의 귀환 (KBS) - 티안 제제로드 총독(마이클 페닝턴)
- 챠이라이 미녀특공대 (KBS) - 드래곤 부하
- 여름연가 (KBS) - 중국 남자
- 링 2 (KBS) - 에밀리의 아버지(쿠퍼 손튼) / 기자(제시 버치)
- 착신아리 파이널 (KBS) - 타케이로(타카시 야마가타)
- 다크 블루 올모스트 블랙 (KBS)
- 호텔 르완다 (KBS) - 군인(시부시소 마롱고)
- 리딕: 헬리온 최후의 빛 (KBS) - 죄수(피터 윌리엄스) / 툼스의 동료(파비안 구지랄) / 헬리온의 병사
- 엘리트 스쿼드 (KBS) - 경찰(안드레 산틴호)
- 친밀한 적 (KBS) - 군인(앙투안 로렝)
- 낫싱 엘스 (KBS)

### 외화
- 커맨더 인 치프 (KBS) - 마이크
- 워리어스 (KBS) - 군인(알렉스 로우)
- 가면라이더 블레이드 (챔프) - 시마 노보루 / 타란툴라 언데드 (아이자와 카즈나리)
- 파워레인저 트레저포스 (애니원) - 류오온

### 방송
- 동물의 왕국 (KBS)
- 연속낭독(멈추지 않는 도전) (KBS 제3라디오)
- 신나군 (춘천MBC)